# Monte Carlo (1930)
Monte Carlo (br/pt: Monte Carlo) é um filme estadunidense de 1930, do gênero comédia musical, dirigido por Ernst Lubitsch. O roteiro foi baseado no romance Monsieur Beaucaire, de Booth Tarkington. Para Ken Wlaschin, ele é "maravilhosamente inventivo (...), ainda mais jocoso e sensual" que The Love Parade (1929), o filme anterior do diretor com a estrela Jeanette MacDonald. Entretanto, apesar do famoso touch of Lubitsch, o resultado nas bilheterias foi decepcionante, exceto na Grã Bretanha, culpa, segundo John Douglas Eames, do inglês Jack Buchanan, cujo nome pouco significava fora de seu país.
O filme mostra uma das sequências imortais do cinema, aquela em que Jeanette MacDonald canta "Beyond the Blue Horizon", debruçada na janela de um trem, acompanhada pelo ruído das rodas nos trilhos, enquanto todo um coral acena ao longo da rodovia.

## Sinopse
A Condessa Helene Mara ia casar-se (por dinheiro) com o Príncipe Otto von Liebenheim, mas abandona-o na última hora e parte de trem para Monte Carlo. Lá, começa a fazer a ronda dos cassinos e perde tudo que tinha. Subitamente, um estranho pede para tocar seu cabelo para ter sorte. No entanto, é a própria condessa que recupera tudo que tinha perdido. Daí, ela o contrata como cabeleireiro e secretário particular e eles acabam se apaixonando, porém o casamento é impossível, já que ele não pertence à nobreza. Quando o antigo noivo volta a procurá-la e a leva à ópera, Helene Mara descobre que seu amante é, na verdade, o rico Conde Rudolph Falliere. Portanto, já não existem empecilhos para o matrimônio...

## Elenco
| Ator/Atriz         | Personagem                       |
| ------------------ | -------------------------------- |
| Jeanette MacDonald | Condessa Helene Mara             |
| Jack Buchanan      | Conde Rudolph Falliere           |
| Claud Allister     | Príncipe Otto von Liebenheim     |
| Zasu Pitts         | Bertha, camareira de Helene Mara |
| Tyler Brooke       | Armand, amigo de Rudolph         |
| John Roche         | Paul, o verdadeiro cabeleireiro  |
| Lionel Belmore     | Duque Gustav von Liebenheim      |